# Stella Sora
Stella Sora (кит. упр. 星塔旅人, палл. Синта Люжэнь, яп. ステラソラ Сутэра Сора) — будущая компьютерная игра в жанре action/RPG и reverse bullet hell с элементами roguelike, разрабатываемая Yostar. Игра использует систему «гача», выполнена в аниме‑стилистике с видом сверху и повествует о героинях, называемых «Треккерами», в фэнтезийном мире Нова.

## Игровой процесс
Геймплей Stella Sora сочетает элементы изометрического экшена и ролевой системы с roguelike-механиками. Сражения чаще всего проходят в подземельях — «Монолитах», где используется случайная генерация уровней, предметов и усилений, в реальном времени с автоматическими атаками, использованием уклонений и активацией умений.
Каждый используемый отряд состоит из максимум трёх Треккеров: основного персонажа, управляемого игроком, которого в бою сопровождают два напарника поддержки, между которыми нельзя переключаться. Также ко всему отряду могут быть привязаны «Диски» — предметы, повышающие характеристики и дающие эффекты усиления при определённых критериях. Дополнительных Треккеров и Диски можно получить с помощью механики гачи или при выполнении условий некоторых внутриигровых событий.

## Разработка
В августе 2024 года Yostar объявили об образовании новой команды мобильных разработчиков и поиске кадров для создания нового проекта. Впоследствии, 18 декабря Stella Sora была анонсирована на официальном сайте студии вместе с объявлением об открытии предрегистрации. Одновременно с этим были опубликованы трейлеры, в том числе гемплейный и концепт‑трейлер.
В Китае разработчиками были проведены закрытый (с 9 по 13 января 2025 года) и открытый (c 4 по 14 июля 2025 года) бета тест игры. Закрытое бета‑тестирование международной версии на Windows и Android прошло с 28 мая по 8 июня 2025 года, по его итогам прогресс игроков был обнулён. К моменту теста количество предварительных регистраций превысило 2,5 миллиона.

## Восприятие
По итогам раннего доступа игроки преимущественно положительно оценили визуальную составляющую игры и боевую систему, а также более щадящую механику гачи, в сравнении с соседями по жанру. Визуальный стиль игры в основном сравнивается с другими играми, издаваемыми Yostar, Azur Lane и Blue Archive, тогда как геймплей иногда — с Dragalia Lost.